# Lamba Doria
Lamba D'Oria (ili Doria) (Genova, 1245. – 1323.), talijanski admiral Republike Genove.

## Životopis
Član je genovske obitelji Doria. Brat je Oberta Doria, a bio je jedan od najboljih genovskih admirala. Porazio je Mlečane u bitci kod Korčule 1298. godine, gdje je zarobio admirala Andreu Dandola te Marka Pola. Genovski zapovjednik Lamba Doria je na Korčuli četiri dana slavio pobjedu te je u Genovu pobjedonosno doplovio 16. listopada. Nakon njegovog trijumfalnog povratka u Genovu, dana mu je palača na Trgu San Matteo te druge zemlje u Savoni. Također je nositelj naslov capitano del popolo.